# Psilodera fasciata
Psilodera fasciata är en tvåvingeart som först beskrevs av Christian Rudolph Wilhelm Wiedemann 1819.  Psilodera fasciata ingår i släktet Psilodera och familjen kulflugor. Inga underarter finns listade i Catalogue of Life.